# Rainer Bonhof
Rainer Bonhof (Doetinchem, Güeldres, Países Bajos, 29 de marzo de 1952) es un exfutbolista y entrenador alemán que desde niño vivió en Emmerich, Renania del Norte-Westfalia, Alemania, donde llegó a los tres años de edad.
Desempeñándose como mediocampista, fue un jugador clave para el equipo de Alemania de 1974 que ganó la Copa del Mundo (derrotando a los Países Bajos 2-1 en la final), con la Mannschaft ganó también la Eurocopa 1972 y 1980.
Bonhof fue siempre una de las estrellas de sus equipos, el Borussia Mönchengladbach, Valencia y Colonia, ganando numerosos títulos nacionales e internacionales.

## Trayectoria
Tras formarse en las categorías inferiores del equipo amateur de su localidad natal, el SuS Emmerich, fue fichado por el Borussia Mönchengladbach en 1970. Allí, a pesar de su juventud rápidamente se convirtió en una figura fundamental para el juego de su equipo.
Bonhof, un centrocampista que también podía jugar como lateral derecho, fue parte fundamental del exitoso Mönchengladbach de la década de 1970, ganando numerosos títulos de la Bundesliga, la Copa de Alemania y la Copa de la UEFA. Fue ampliamente reconocido por tener uno de los tiros libres más difíciles del juego, así como los lanzamientos largos y precisos. El exportero del Liverpool, Ray Clemence, en 1977 tras un empate en la Copa de Europa entre los Reds y el Borussia Mönchengladbach, admitió que temía los tiros de Bonhof y, aparentemente, con buena razón. Durante la primavera de 1978, Clemence fue vencido dos veces por Bonhof desde ubicaciones casi idénticas en el club y a nivel internacional, respectivamente. Bonhof recibió el Gol del mes ARD en tres ocasiones, dos por tiros libres y una vez por un gol de 30 metros. Anotó 14 goles en competiciones de Copas Europeas y acumuló 57 goles en la máxima categoría de Alemania Occidental.
Tras un exitoso paso por el fútbol alemán protagonizó uno de los grandes traspasos del año al ser transferido al Valencia C. F. en la temporada 1978-79 por la importante cifra (para la época) de sesenta millones de pesetas. En esos momentos en Valencia era un equipo en expansión que contaba en sus filas con estrellas de talla mundial como Mario Alberto Kempes, máximo goleador del mundial de Argentina 1978 junto con algunos de los mejores jugadores españoles como Enrique Saura o Daniel Solsona.
En las filas del equipo español siguió incrementando su palmarés al lograr la Copa del Rey de 1979 y la Recopa de Europa|Recopa de 1980. A pesar de los éxitos obtenidos la nostalgia pudo con él y decidió volver al fútbol alemán.
Llegó al Colonia en 1980 y consiguió un nuevo título de la Copa de Alemania en 1983, además de un subcampeonato de liga en 1982.
Su última temporada la disputó en el Hertha Berlín teniéndose que retirar debido a una lesión de tobillo.

## Selección nacional

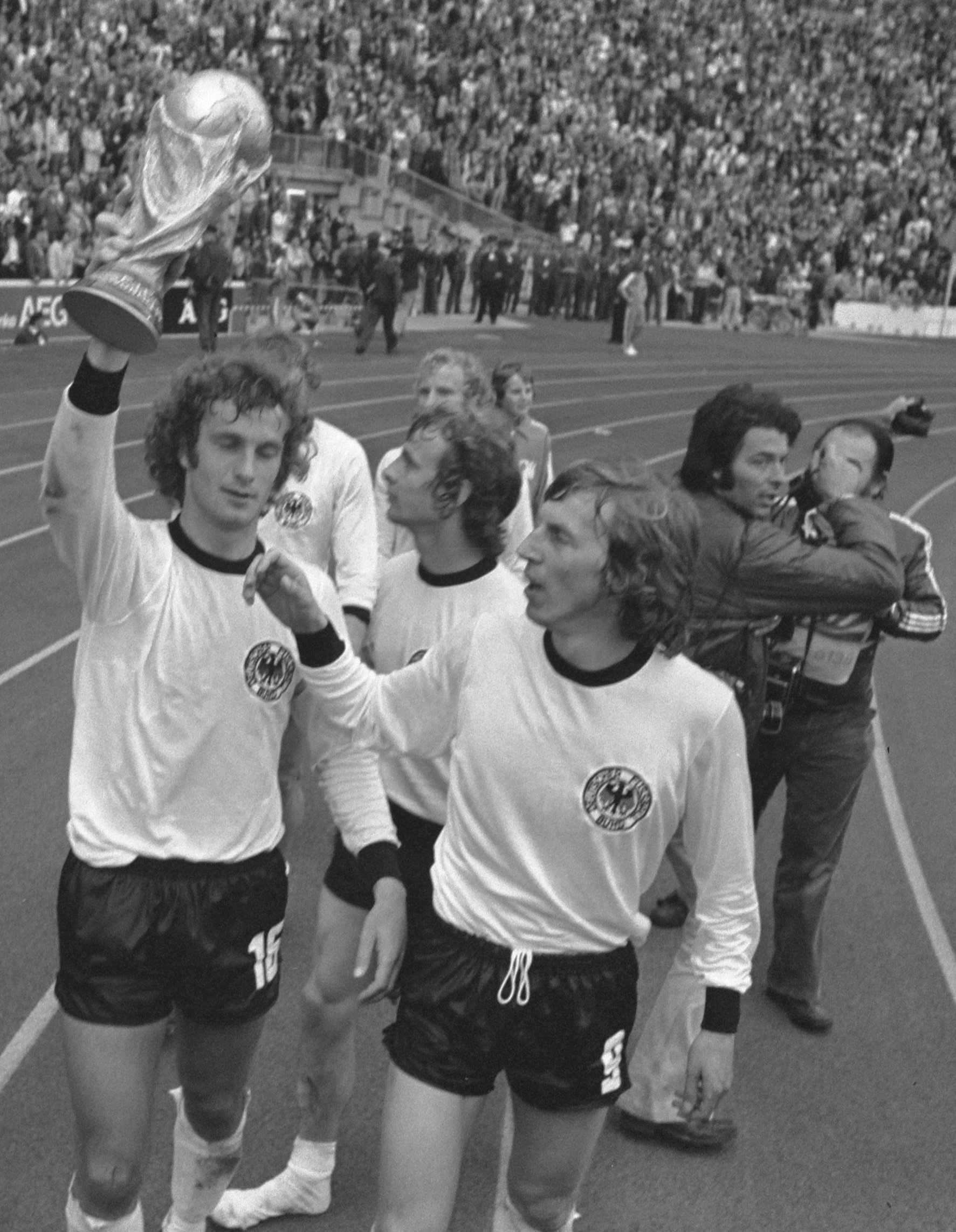
Bonhof levantando la copa tras consagrarse campeón del Mundial de 1974. Junto a Bernd Hölzenbein, Jürgen Grabowski y Berti Vogts en el Estadio Olímpico de Múnich.

Fue internacional con la selección de fútbol de Alemania en cincuenta y tres ocasiones anotando nueve goles. Debutó a la edad de 20 años el 26 de mayo de 1972 bajo el mando de Helmut Schön en un partido que finalizó con victoria germana por 4-1 contra la URSS. 
Participó en el Mundial de 1974 jugando 4 partidos, marcando un gol y dando dos asistencias (1 en la final), estuvo también en el Mundial de 1978 jugando todos los partidos de su selección (6), dando dos asistencias. Aunque fue convocado para jugar la fase final de la Eurocopa 1972 de Bélgica, que conquistó Alemania, no disputó ningún minuto. También participó en la Eurocopa 1976 que su selección perdió en la final contra Checoslovaquia y en la Eurocopa 1980 de Italia que conquistó en la final contra la Bélgica.
Actualmente, Bonhof posee el honor de ser el alemán más joven que ha ganado un Mundial, en concreto el Mundial de 1974 disputado en la Alemania Occidental. En este mundial, Bonhof dio la asistencia que sirvió para que Gerd Müller anotara el gol de la victoria en la final ante los Países Bajos, país de su nacimiento.
Bonhof es uno de los alemanes con más títulos en su selección, con un total de 3, dos Eurocopas y un Mundial.

### Participaciones en Copas del Mundo
| Mundial                        | Sede                | Resultado    |
| ------------------------------ | ------------------- | ------------ |
| Copa Mundial de Fútbol de 1974 | Alemania Occidental | Campeón      |
| Copa Mundial de Fútbol de 1978 | Argentina           | Segunda fase |

### Participaciones en Eurocopas
| Eurocopa      | Sede       | Resultado  |
| ------------- | ---------- | ---------- |
| Eurocopa 1972 | Bélgica    | Campeón    |
| Eurocopa 1976 | Yugoslavia | Subcampeón |
| Eurocopa 1980 | Italia     | Campeón    |

## Carrera como entrenador
Tras retirarse, Bonhof se convirtió en entrenador. Recibió su licencia formal en 1988, y entrenó a varios equipos. Bonhof fue entrenador del Borussia Mönchengladbach a finales de la década de 1990, pero el equipo fue relegado de la Bundesliga.
Fue nombrado entrenador del equipo sub-21 de Escocia en 2002, y se unió a la configuración del equipo nacional de Escocia unos meses después de que su compatriota Berti Vogts fuera nombrado entrenador de Escocia. Bonhof fue el primer entrenador a tiempo completo del equipo sub-21 escocés. El equipo disfrutó del éxito inicial bajo Bonhof, ganando la clasificación de visitante contra Alemania y avanzando a los playoffs de clasificación para la Eurocopa Sub-21 de 2004. Escocia perdió en los playoffs en el agregado contra Croacia. Bonhof continuó como entrenador de Escocia sub-21 después de que Vogts renunció como entrenador del equipo nacional en noviembre de 2004, pero renunció en noviembre de 2005 después de que el equipo pasara por una racha de 14 partidos sin una victoria. Bonhof había ayudado a Darren Fletcher y James McFadden para avanzar a la selección nacional adulta. 
El 1 de septiembre de 2006, Bonhof firmó un contrato con los recientes ganadores de la Premier League, Chelsea F. C., para convertirse en su ojeador para los ámbitos de Alemania y Austria. El contrato fue un acuerdo continuo, permitiendo al Chelsea y a Bonhof romperlo en cualquier momento. El acuerdo entre el Chelsea y Bonhof terminó a causa de las altas deudas del club. Bonhof se fue de Londres el 31 de octubre de 2008.
El 11 de febrero de 2009, fue nombrado nuevo vicepresidente de Borussia Mönchengladbach.

## Clubes

### Como jugador
| Club                     | País     | Año         |
| ------------------------ | -------- | ----------- |
| Borussia Mönchengladbach | Alemania | 1970 - 1978 |
| Valencia C. F.           | España   | 1978 - 1980 |
| F. C. Colonia            | Alemania | 1980 - 1983 |
| Hertha Berlín            | Alemania | 1983        |

### Como entrenador
| Club                         | País     | Año         |
| ---------------------------- | -------- | ----------- |
| Selección de Alemania sub-21 | Alemania | 1998        |
| Borussia Mönchengladbach     | Alemania | 1998 - 1999 |
| Al-Kuwait                    | Kuwait   | 2000 - 2001 |
| Selección de Escocia sub-21  | Escocia  | 2002 - 2005 |

## Palmarés

### Campeonatos nacionales
| Título           | Club                     | País     | Año     |
| ---------------- | ------------------------ | -------- | ------- |
| Bundesliga       | Borussia Mönchengladbach | Alemania | 1969–70 |
| Bundesliga       | Borussia Mönchengladbach | Alemania | 1970–71 |
| Copa de Alemania | Borussia Mönchengladbach | Alemania | 1972-73 |
| Bundesliga       | Borussia Mönchengladbach | Alemania | 1974–75 |
| Bundesliga       | Borussia Mönchengladbach | Alemania | 1975–76 |
| Bundesliga       | Borussia Mönchengladbach | Alemania | 1976–77 |
| Copa del Rey     | Valencia C. F.           | España   | 1978-79 |
| Copa de Alemania | F. C. Colonia            | Alemania | 1982-83 |

### Campeonatos internacionales
| Título                 | Equipo (*)               | Sede                | Año     |
| ---------------------- | ------------------------ | ------------------- | ------- |
| Eurocopa               | Alemania Federal         | Alemania Occidental | 1972    |
| Copa Mundial de Fútbol | Alemania Federal         | Alemania Occidental | 1974    |
| Copa de la UEFA        | Borussia Mönchengladbach | Alemania            | 1974-75 |
| Recopa de Europa       | Valencia C. F.           | España              | 1979-80 |
| Eurocopa               | Alemania Federal         | Alemania Occidental | 1980    |

### Distinciones individuales
| Distinción                       | Año  |
| -------------------------------- | ---- |
| Equipo del Torneo de la Eurocopa | 1976 |

## Condecoraciones
| Distinción      | Año  |
| --------------- | ---- |
| Laurel de Plata | 1974 |

## Compromiso social
Desde el verano de 2008, Bonhof ha estado involucrado como embajador deportivo del proyecto social «Ayudamos a África» para la Copa Mundial de Fútbol de 2010 en Sudáfrica. Es miembro de la junta de fideicomisarios de la organización de ayuda humanitaria Help – Hilfe zur Selbsthilfe «(Ayuda: ayuda para la autoayuda)».